# تنیس روی میز در المپیک تابستانی ۲۰۱۲

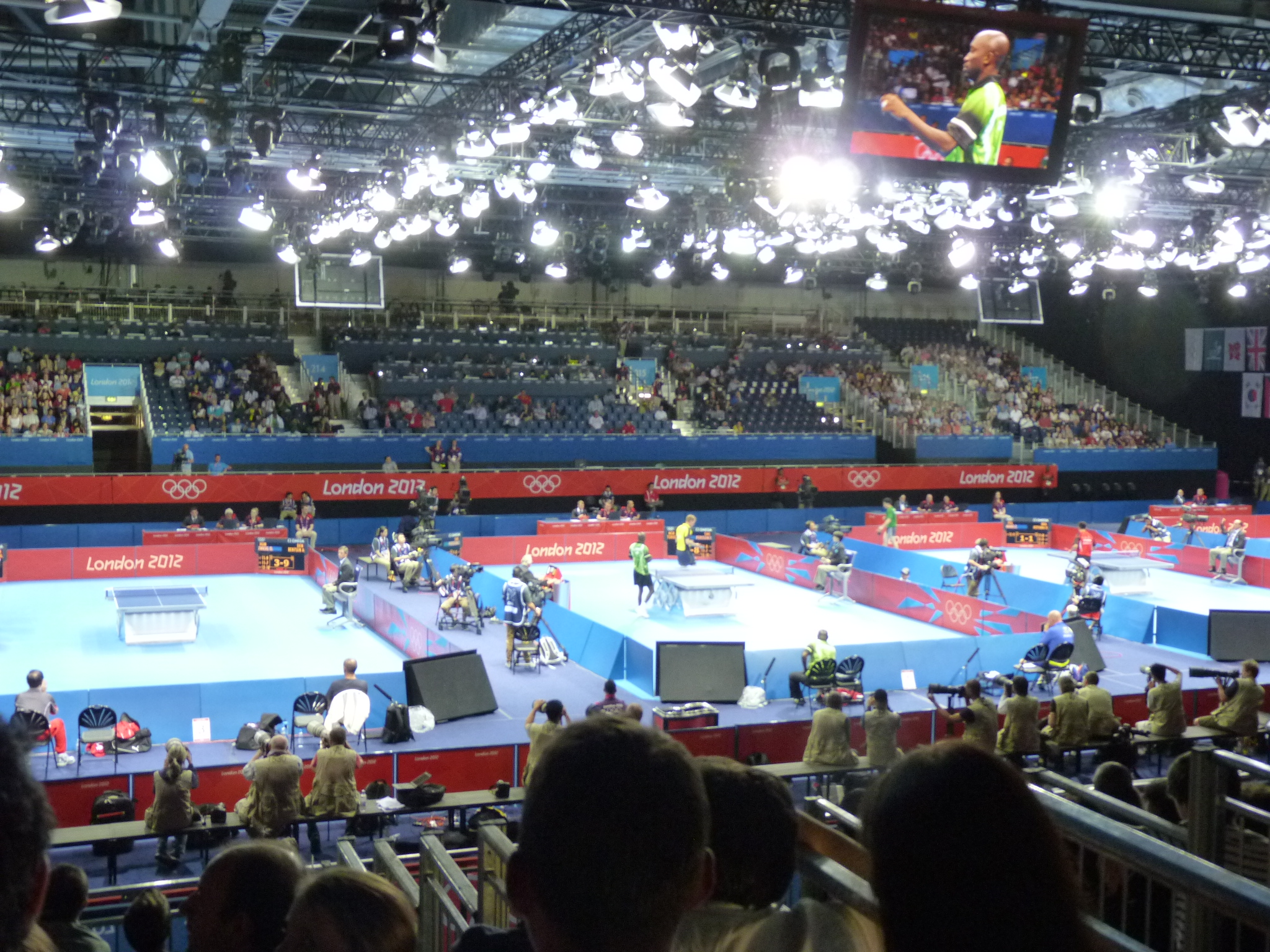
راند اول مسابقات تنیس روی میز در بازی های المپیک تابستانی ۲۰۱۲ لندن

مسابقات تنیس روی میز در بازی‌های المپیک تابستانی ۲۰۱۲ از ۲۸ ژوئیه تا ۸ اوت در لندن برگزار شد.

## خلاصه مدال‌ها

### جدول مدال‌ها
| رتبه  | کشورها    | طلا | نقره | برنز | مجموع |
| ۱     | چین       | ۴   | ۲    | ۰    | ۶     |
| ۲     | ژاپن      | ۰   | ۱    | ۰    | ۱     |
| ۲     | کره جنوبی | ۰   | ۱    | ۰    | ۱     |
| ۴     | آلمان     | ۰   | ۰    | ۲    | ۲     |
| ۴     | سنگاپور   | ۰   | ۰    | ۲    | ۲     |
| مجموع | مجموع     | ۴   | ۴    | ۴    | ۱۲    |

### رویدادها
همهٔ مسابقات تنیس روی میز به صورت مراحل حذفی برگزار شده‌ است.
| رویداد     | طلا                                          | نقره                                                          | برنز                                                     |
| فردی مردان | ژانگ جیکه · چین                              | وانگ هائو · چین                                               | دیمیتری اوفچاروف · آلمان                                 |
| فردی زنان  | لی شیائوشیا · چین                            | دینگ نینگ · چین                                               | فنگ تیانوی · سنگاپور                                     |
| تیمی مردان | چین (CHN) · وانگ هائو · ژانگ جیکه · Ma Long  | کره جنوبی (KOR) · اوه سانگ-اون · جو سائه-هیوک · ریو سئونگ-مین | آلمان (GER) · تیمو بل · دیمیتری اوفچاروف · باستیان اشتگر |
| تیمی زنان  | چین (CHN) · دینگ نینگ · لی شیائوشیا · گوو یو | ژاپن (JPN) · آی فوکوهارا · سایاکا هیرانو · کاسومی ایشیکاوا    | سنگاپور (SIN) · لی جایوی · فنگ تیانوی · وانگ یگو         |